# عبدالصمد تقی‌زاده
عبدالصمد تقی‌زاده، زاده‌ی ۲۰ شهریور ۱۳۱۱ در رودسر و  درگذشته در ۲۴ دی ۱۴۰۳ در لندن، فعال سیاسی مخالف حکومت پهلوی، از فعالان جبهه ملی در خارج از کشور و نخستین رئیس دانشگاه ملی ایران (شهید بهشتی فعلی) پس از انقلاب از اسفند ۱۳۵۷ تا آبان ۱۳۵۹ بود. تقی‌زاده از دوستان قدیمی ابوالحسن بنی‌صدر نخستین رئیس‌جمهور ایران بود و در دوران ریاست‌جمهوری او رئیس سازمان پژوهش‌های علمی و صنعتی در وزارت علوم بود.
تقی‌زاده کاندیدای انتخابات مجلس اول از حوزه انتخابیه تهران بود و در فهرستهای دفتر همکاری مردم با رئیس‌جمهور و جاما قرار داشت اما موفق به ورود به مجلس نشد.